# Maghreb al-Aqsa
Pour les articles homonymes, voir al-Aqsa.

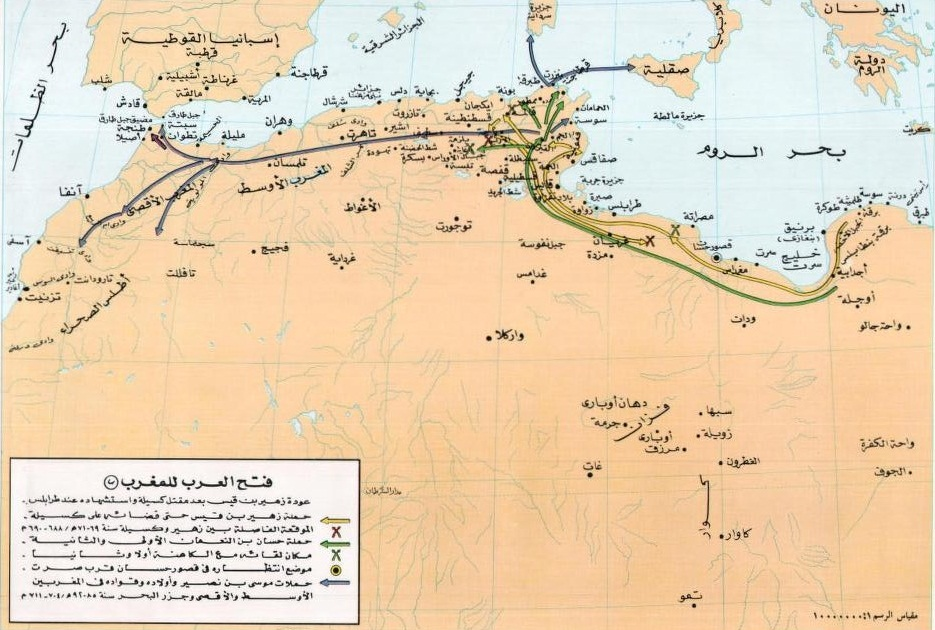
Carte montrant le déroulement de la campagne islamique contre la prêtresse et les conquêtes de Musa bin Nusayr et de ses fils dans le Maghreb central et lointain et dans les îles de la Mer Méditerranée.

Le Maghreb al-Aqsa (en arabe : المغرب الأقصى, al-Maġrib al-aqṣā) est une expression arabe signifiant en français « Couchant lointain » ou « Occident extrême ». Il s'agit de l'une des appellations historiques de l’actuel Maroc,,.
Elle désigne ainsi la partie occidentale du Maghreb, les autres étant Maghreb al-Awsat pour désigner le Maghreb central et Maghreb al-Adna, signifiant  « Proche-Occident », pour désigner l'est du Maghreb.